# Calenzano

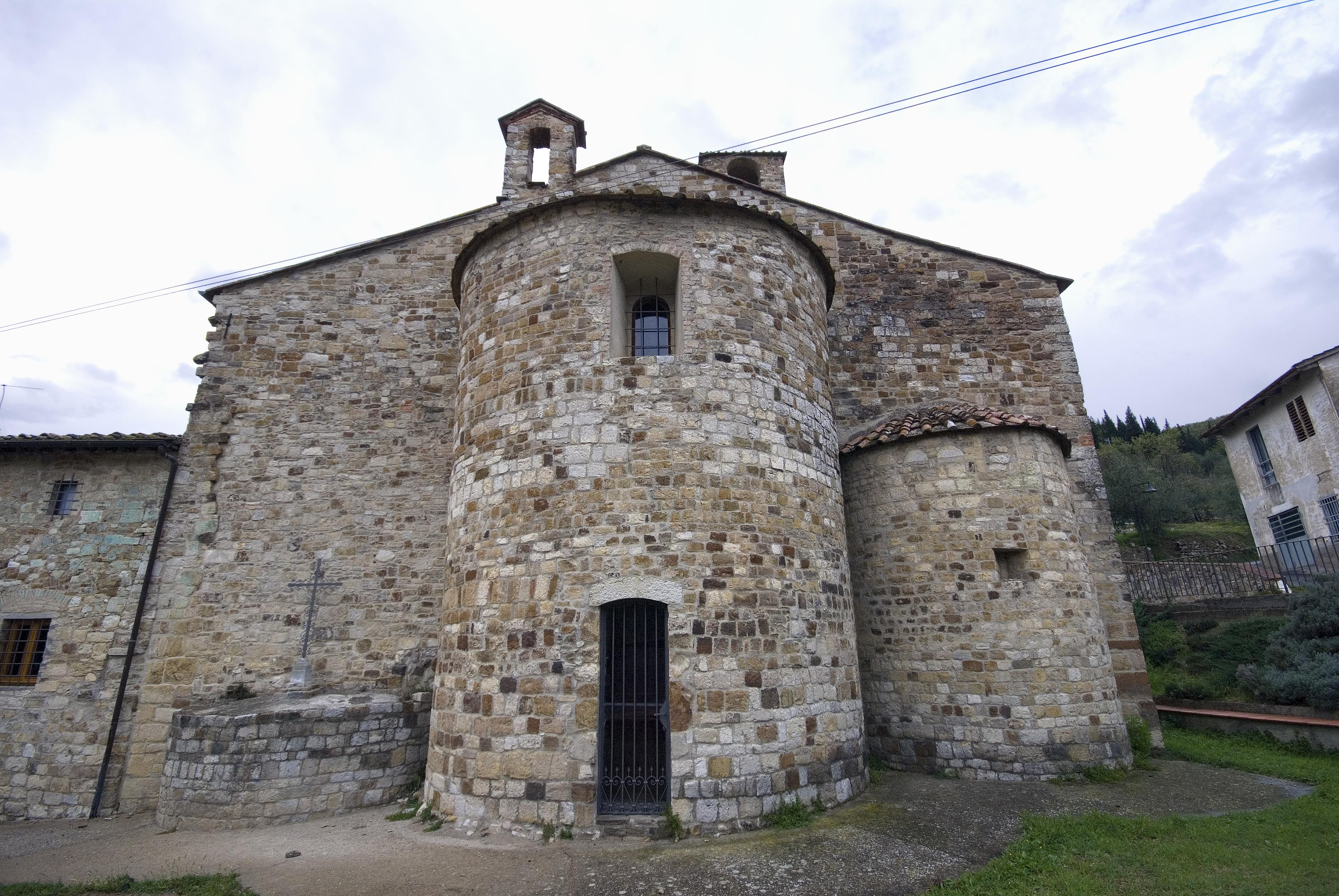
Pieve di San Severo, bên ngoài Calenzano.

Calenzano là một đô thị ở tỉnh Firenze trong vùng Toscana, tọa lạc khoảng 11 km về phía tây bắc của Florence. Tại thời điểm ngày 31 tháng 12 năm 2004, đô thị này có dân số 15.557 người và diện tích là 76,9 km².
Calenzano giáp các đô thị sau: Barberino di Mugello, Campi Bisenzio, Prato, San Piero a Sieve, Sesto Fiorentino, Vaglia, Vaiano.